# Canton de Cléry-Saint-André
Le canton de Cléry-Saint-André est une ancienne division administrative française du département du Loiret.
Avant 1918, le canton de Cléry-Saint-André est nommé canton de Cléry, la commune chef-lieu ayant été renommée à cette époque.
Le canton est créé sous la Révolution française en 1790 et disparait sous la Cinquième République en 2015.

## Géographie
Le canton  de Cléry-Saint-André est situé dans le sud-ouest du département, les régions naturelles du Val de Loire et de la Sologne et l'aire urbaine d'Orléans.

## Composition
Le canton de Cléry-Saint-André, d'une superficie de 132 km2, était composé de cinq communes, faisant désormais partie du canton de Beaugency.
| Nom                | Code Insee | Intercommunalité              | Superficie (km2) | Population (dernière pop. légale) | Densité (hab./km2) |
| ------------------ | ---------- | ----------------------------- | ---------------- | --------------------------------- | ------------------ |
| Cléry-Saint-André  | 45098      | CC des Terres du Val de Loire | 18,13            | 3 373 (2014)                      | 186                |
| Dry                | 45130      | CC des Terres du Val de Loire | 22,64            | 1 401 (2014)                      | 62                 |
| Jouy-le-Potier     | 45175      | CC des Portes de Sologne      | 50,40            | 1 331 (2014)                      | 26                 |
| Mareau-aux-Prés    | 45196      | CC des Terres du Val de Loire | 13,34            | 1 245 (2014)                      | 93                 |
| Mézières-lez-Cléry | 45204      | CC des Terres du Val de Loire | 27,01            | 821 (2014)                        | 30                 |

## Représentation
- De 1833 à 1848, les cantons de La Ferté-Saint-Aubin et de Notre-Dame-de-Cléry avaient le même conseiller général. Le nombre de conseillers généraux était limité à 30 par département[1].

- Le canton de Cléry avait été créé en 1848, par division de l'ancien canton de Cléry-La Ferté-Saint-Aubin. Par commodité, les deux conseillers généraux (1833-1848) de ce canton supprimé sont listés ici.

- Les redécoupages des arrondissements intervenus en 1926 et 1942 n'ont pas affecté le canton de Cléry-Saint-André, rattaché depuis 1800 (an VIII) à l'arrondissement d'Orléans.

| Période                                  | Période          | Identité                                                                  | Étiquette             | Qualité |
| ---------------------------------------- | ---------------- | ------------------------------------------------------------------------- | --------------------- | --- |
| 10 novembre 1833                         | 1842             | Nicolas Mathurin Fustier                                                  |                       | Notaire Maire de Cléry canton de Cléry-La Ferté-Saint-Aubin                                                                       |
| 27 novembre 1842                         | 27 août 1848     | Sylvain Étienne Berthier-Bardon                                           |                       | Juge de paix à la Ferté-Saint-Aubin Maire de La Ferté-Saint-Aubin canton de Cléry-La Ferté-Saint-Aubin                            |
| 27 août 1848                             | 11 décembre 1852 | Nicolas Mathurin Fustier                                                  |                       | Notaire Maire de Cléry canton de Cléry à partir de cette date                                                                     |
| 11 décembre 1852                         | 1862             | Alexis Modeste de Grétry                                                  |                       | Propriétaire Maire de Saint-Hilaire-Saint-Mesmin                                                                                  |
| 16 août 1862                             | 29 juillet 1883  | Eugène Greffier                                                           | Droite                | Avocat général Directeur des Affaires civiles au Ministère de la Justice Conseiller à la Cour de cassation Directeur de ministère |
| 29 juillet 1883                          | 12 août 1883     | Émile Gebauer                                                             | Républicain           | Docteur en médecine Maire de Cléry                                                                                                |
| 28 juillet 1889                          | 28 juillet 1907  | Félix Marie Joseph François dit Maxime de Laage de la Rocheterie (?-1917) | Droite                | Propriétaire du château du Bouchet Inspecteur des Forêts Maire de Dry Président du Comice agricole de l'arrondissement d'Orléans  |
| 28 juillet 1907                          | 19 juillet 1925  | Jean Marie Hugues Mure de Larnage                                         | Conservateur          | Officier Maire de Mézières |
| 19 juillet 1925                          | 18 octobre 1931  | Eugène Genneau                                                            | Républicain modéré    | Rentier Maire de Cléry-Saint-André                                                                                                |
| 18 octobre 1931                          | 10 octobre 1937  | Henri Bourgoin                                                            | Rad.                  | Cultivateur-vigneron Entrepreneur de battages                                                                                     |
| 10 octobre 1937                          | 1940             | Marquis Pierre de Tristan fils (1888-1944)                                | Droite                | Propriétaire Maire de Cléry-Saint-André mandat interrompu en 1940 Nommé conseiller départemental en 1943                          |
|                                          |                  |                                                                           |                       | |
| 1945                                     | 1961 (décès)     | Richard du Buisson de Courson                                             | DVD                   | Officier de cavalerie, administrateur de sociétés Maire de Mézières-lez-Cléry                                                     |
| 10 décembre 1961                         | 1970             | M. Montigny                                                               | RGR puis Centriste    | Maire de Mareau-aux-Prés |
| 1970                                     | 1985 (décès)     | Jacques de Tristan (fils de P.de Tristan)                                 | DVD                   | Ingénieur agricole, Propriétaire exploitant Maire de Cléry-Saint-André                                                            |
| 1986                                     | 1996 (décès)     | Michel Bridart                                                            | DVD                   | Maire de Cléry-Saint-André |
| 1996                                     | 2015             | Clément Oziel                                                             | DVD, puis DL puis UMP | Maire de Cléry-Saint-André Vice-président du Conseil général                                                                      |
| Les données manquantes sont à compléter. |                  |                                                                           |                       | |

### Résultats électoraux détaillés
- Élections cantonales de 2001 : Clément Oziel (DL) est élu au 1er tour avec 57,14 % des suffrages exprimés, devant Bertrand Hauchecorne (PS) (30,52 %), Annick Berneau (FN) (7,03 %) et Pierrette Ferrage (PCF) (5,32 %). Le taux de participation est de 73,59 % (3 706 votants sur 5 036 inscrits)[5].
- Élections cantonales de 2008 : Clément Oziel   (UMP) est élu au 1er tour avec 59,41 % des suffrages exprimés, devant Obert  Genty  (PS) (21,23 %) et Pierrette  Ferrage  (PCF) (13,36 %). Le taux de participation est de 68,97 % (3 912 votants sur 5 672 inscrits)[5].

### Conseillers d'arrondissement (de 1833 à 1940)
| Période                                  | Période      | Identité                                             | Étiquette    | Qualité |
| ---------------------------------------- | ------------ | ---------------------------------------------------- | ------------ | --- |
| 1833                                     | 1845         | Charles François de Lockhart (1786-1862)             |              | Ingénieur polytechnicien, directeur fondateur du Museum d'Histoire Naturelle d'Orléans Propriétaire, maire de Mézières-lez-Cléry |
| 1845                                     | 1848         | Adolphe Claude Marie, Vicomte de Tristan (1798-1877) |              | Ancien garde du corps du Roi Louis XVIII, propriétaire à Orléans                                                                 |
| 1848                                     | 1884 (décès) | Louis Édouard Baschet (1797-1884)                    |              | Médecin et juge de paix à Cléry                                                                                                  |
|                                          |              |                                                      |              | |
| 1913                                     |              | Marquis Pierre de Tristan (1846-1926)                | Conservateur | Maire de Cléry-Saint-André |
|                                          | 1940         | Joseph Boissay-Bourgoin                              | Droite       | Viticulteur à Mézières-lez-Cléry                                                                                                 |
| 1940                                     |              |                                                      |              | Les conseils d'arrondissement ont été suspendus par la loi du 12 octobre 1940 et n'ont jamais été réactivés                      |
| Les données manquantes sont à compléter. |              |                                                      |              | |

## Démographie

### Évolution démographique
En 2012, le canton comptait 8 126 habitants.
| 1962  | 1968  | 1975  | 1982  | 1990  | 1999  | 2006  | 2011  | 2012  |
| ----- | ----- | ----- | ----- | ----- | ----- | ----- | ----- | ----- |
| 4 314 | 4 427 | 4 718 | 5 461 | 6 393 | 6 978 | 7 648 | 8 097 | 8 126 |

### Âge de la population
La pyramide des âges, à savoir la répartition par sexe et âge de la population, du canton de Cléry-Saint-André en 2009 ainsi que, comparativement, celle du département du Loiret la même année sont représentées avec les graphiques ci-dessous.
La population du canton comporte 48,6 % d'hommes et 51,4 % de femmes. Elle présente en 2009 une structure par grands groupes d'âge légèrement plus jeune que celle de la France métropolitaine. 
Il existe en effet 128 jeunes de moins de 20 ans pour cent personnes de plus de 60 ans, alors que pour la France l'indice de jeunesse, qui est égal à la division de la part des moins de 20 ans par la part des plus de 60 ans, est de 1,06. L'indice de jeunesse du canton est également supérieur à celui  du département (1,1) et à celui de la région (0,95).
| Hommes | Classe d’âge | Femmes |
| ------ | ------------ | ------ |
| 0,4    | 90 ans ou +  | 1,5    |
| 5,4    | 75 à 89 ans  | 9,1    |
| 13,7   | 60 à 74 ans  | 11,9   |
| 23,3   | 45 à 59 ans  | 21,3   |
| 20,9   | 30 à 44 ans  | 21,8   |
| 14,6   | 15 à 29 ans  | 14,2   |
| 21,7   | 0 à 14 ans   | 20,1   |

| Hommes | Classe d’âge | Femmes |
| ------ | ------------ | ------ |
| 0,4    | 90 ans ou +  | 1,1    |
| 6,6    | 75 à 89 ans  | 9,5    |
| 13,4   | 60 à 74 ans  | 13,9   |
| 20,1   | 45 à 59 ans  | 20,0   |
| 20,3   | 30 à 44 ans  | 19,5   |
| 19,3   | 15 à 29 ans  | 17,7   |
| 19,9   | 0 à 14 ans   | 18,2   |

## Statistiques
|    | Labours | Labours | Prés | Prés | Vignes | Vignes | Bois | Bois | Divers | Divers | Total |
| -- | ------- | ------- | ---- | ---- | ------ | ------ | ---- | ---- | ------ | ------ | ----- |
| ha | %       | ha      | %    | ha   | %      | ha     | %    | ha   | %      | ha     |       |
|    |         |         |      |      |        |        |      |      |        |        |       |